# Kampong Bay
Kampong Bay är ett distrikt i Kambodja.   Det ligger i provinsen Kampot, i den södra delen av landet, 130 km sydväst om huvudstaden Phnom Penh. Antalet invånare är 33 126.